# 橙絲帶
橙絲帶又可說成橘絲帶，是一種常見的顏色絲帶，所代表的意義從兒童人權到政治革命運動等。

## 防止虐待兒童
用橙絲帶來代表防止虐待兒童的國家以日本為主，在其他國家較為少見。而橙絲帶在日本之所以代表防止虐待兒童的原因要追溯到2004年，當時日本櫪木縣小山市一戶單親家庭的兄弟，多次被父親在家中施用暴力，雖然警方對兩位小兄弟列入家暴管制名單，也定期派社工前往查看，不過該年冬天，那名父親在警方和社工沒有訪查的日子，於當地一間加油站毆打虐待兄弟倆，最後被打死。事後該父親將兄弟倆的屍體丟到河中棄屍，但幾天後兄弟遺體尋獲，而那名父親則被移送法辦。
因為這起事件之後，在2005年，小山市的一個兒福團體「袋鼠小山」呼籲大眾要全力避免類似事件再度上演，並開始了「橙絲帶運動」，宗旨是在防止虐待兒童，並成立基金會來保障兒童免於家庭暴力的威脅。

### 防止虐待兒童月
日本衛生部從2007年開始，定11月為「防止虐待兒童月」，並在全國各大縣市宣導防止家庭暴力和推動橙絲帶運動。

### 橙絲帶憲章
:我們知道，維護兒童的權利與發展是全社會的責任，我們的理念有以下幾點：
1. 我們必須保護兒童的生命安全。
2. 我們將幫助問題家庭並關心他們的子女。
3. 我們將有良好的育兒措施與設備。
4. 擴大社區間的合作，防止虐待兒童案件之發生。

最後，我們的共同目標是，創造一個讓兒童安全的社會。

## 橙色革命
橙色革命（烏克蘭語：Помаранчева революція，又译栗子花革命）是指2004年至2005年围绕2004年乌克兰总统大选过程中由于严重贪污、影响选民和直接进行选举舞弊所导致的在乌克兰全国所发生的一系列抗议和政治事件。
在2004年10月31日的乌克兰总统大选中由于没有任何候選人达到法律规定的50%的多数，因此在同年11月21日在得票最多的两名候選人維克托·尤先科和維克托·亞努科維奇之间举行重选。但是众多乌克兰国内外观察员报道说官方宣布的亞努科維奇获胜的结果是舞弊导致的，同时这也是公众普遍感觉到的。这个选举舞弊导致了这场抗议。
尤先科的选举活动中使用橙色作为其代表色，因此这场运动使用橙色作为抗议的颜色。这个运动的标志是橙丝带和一面书有（“对！尤先科！”）的旗。

## 橙色運動

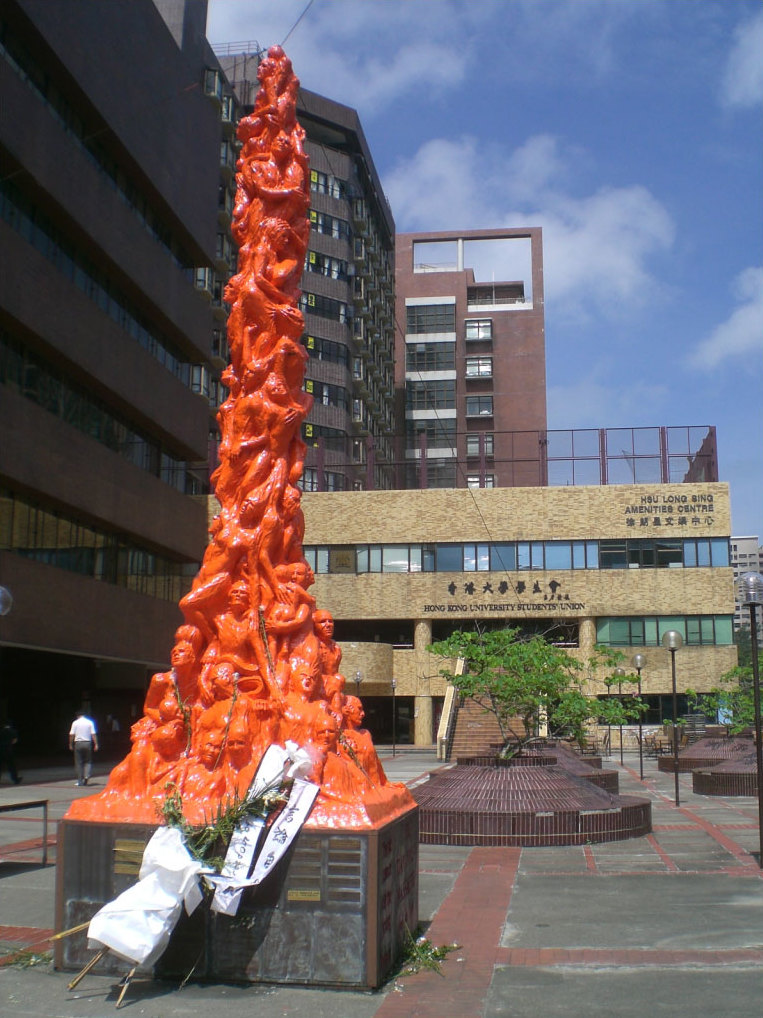
橙色運動象徵物之一的國殤之柱

橙色運動，是一個以藝術創作為包裝的政治運動潮流。發起人之一是丹麥藝術及政治家高志活，他解就橙色的選擇，可以是美國在古巴關塔那摩灣拘留營囚犯制服的顏色，也是西藏僧尼的外衣服的橙色。高志活推動橙色運動，當然是向後者致敬，比美歷史上的各場顏色革命，祝願民主、自由開花結果。

## 其他意義

### 一般
- 在澳大利亞的一些人權團體，用橙絲帶來表示支持死刑廢除，並設星期五為「國際大赦日」。
- 在美國舊金山地區，橙絲帶用來代表反酷刑、反私刑。其境內監獄囚犯衣服也是以橙色為主。
- 在加拿大，橙絲帶也可以代表對進行毒癮勒戒的吸食者表示重視與關懷。[4]
- 加拿大有一個叫做「橙絲帶基金會」的團體，其宗旨是民主、誠信、平等、環境保護和安全。
- 橙絲帶和白絲帶可以代表反自殺和提升自我意識，並在每年的3月1日設為「自我意識保護日」。
- 2007年3月2日，美國參議院一致通過一項決議，就是定每年3月份為「血栓認知月」，其象徵為橙絲帶。
- 在美國和加拿大的州郡博覽會上，橙絲帶表示獲得第六名。

### 政治和軍事
- 以色列單邊撤離計畫( 希伯來語: תוכנית ההתנתקות  或 תוכנית ההינתקות ） 是2004年6月6日所發生在以色列的一個反阿拉伯主義計畫，藍絲帶表示支持，橙絲帶就是象徵反對。

## 外部連結
- （日語）オレンジリボン運動公式サイト「こども虐待防止 オレンジリボン運動」 （页面存档备份，存于）
- （日語）NPO法人児童虐待防止全国ネットワーク
- （日語）厚生労働省：子ども・子育て：児童虐待防止対策・DV防止対策 （页面存档备份，存于）